# 浙江师范大学
浙江师范大学是一所位于中华人民共和国浙江省金华市婺城区的全日制公办本科高等院校，由浙江省人民政府主管，该大学以教师教育为特色，并设立了多个科系。

## 历史沿革

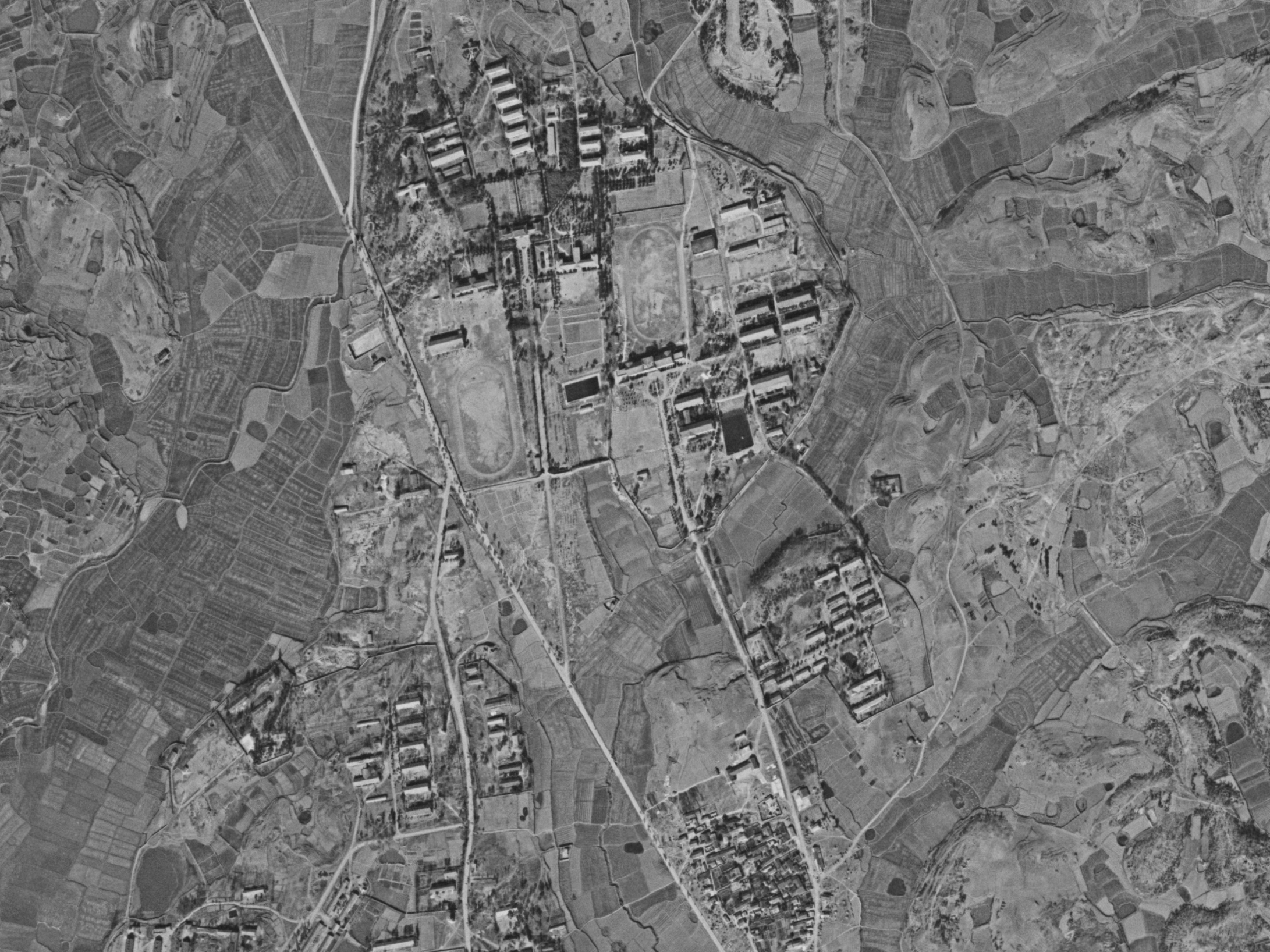
浙江师范学院、金华师范学校、金华二中北郊校舍卫星图（1972年）

### 省属浙江师范学院
前身是杭州师范专科学校，1956年4月16日经教育部批准设立。1958年，当时中共浙江省委曾有意将学院前往金华、并定名为“金华师范学院”；省委与学院一道组建金华师范学院筹建工程处，在金华市北郊的骆家塘村、高村新建校舍。10月底，省委正式明确学校继续留在杭州，并定名杭州师范学院。
1962年，杭州师范学院与浙江教育学院、浙江体育学院合并，更名为浙江师范学院。1965年，浙江师范学院因“战备疏散”从杭州搬迁至金华：其中中文、数学、物理三系随校搬迁到金华，并开展“半农（工）半读”试点；外语、体育两系并入杭州大学；教研部改为浙江省教育厅研究部。
1970年，浙江师范学院被浙江省革命委员会拆分为金华地区师范专科学校（金华师专）、丽水地区师范专科学校（丽水师专）和台州地区师范专科学校（台州师专），浙江师范学院撤销停办。其中，金华师专继续使用原浙师院高村校园，1971年1月开始招生，2月开学；台州师专设在临海师范校址，丽水师专则设在遂昌西屏镇原松阳县委党校址。1974年6月4日，国务院教科组下达《关于同意重建浙江师范学院的通知》，同意重建浙江师范学院。

### 市属师范专科学校
1960年4月，建德师范专科学校（建德师专）从建德梅城迁往金华。校舍位于金华市区北郊高村，于1958年动工，1959年竣工。1960年7月更名金华师范学院。而原建德师专1944年从浙江省立第九中学分出，曾用名浙江省立严州师范学校、浙江省建德师范学校、建德师范专科学校、浙江省严州师范学校等，校址现为杭州科技职业技术学院严州校区。
因经济困难，中共金华地委于1962年7月撤销金华师范学院；同时在原金师院高村校区设立金华专区教师训练班，12月建立金华专区高师进修学院。1965年浙江师范学院迁入金华、利用既有金华师范学校高村校舍，金华专区高师进修学院迁往市内杨思岭，1970年受到文化大革命影响停办解散。
1978年，金华地区政府开始重新筹办金华师范专科学校，并以浙江师范学院金华分院名义进行招生，校址位于太平天国侍王府附近。但由于文革后教师资源短缺，为加速教师人才培养，在金华、义乌、浦江、永康、东阳、兰溪、衢州设立七个教学点。1980年撤销浦江、永康、义乌、衢州教学点。1981年7月既有教学点学生全部毕业，所有剩余教学点均被撤销。
1979年5月，浙江省教卫文体办下达文件，同意金华地区教育局的意见“浙师院金华分校定点金华二中”，同时原金华二中暂不更名；是年秋天在金华二中校园本部筹建浙师院金华分校校舍。
1982年原浙江师范学院金华分院并入浙江师范学院后，金华地区不再有市属师范学校。金华地区政府后又于1984年设立金华教育学院，为职后教育学校，系金华至今唯一的市属师范。当时金华市另有金华师范学校，其前身成立于1907年。1988年和义乌师范学校并入金华职业技术学院，成立人文师范学院（现师范学院）。

### 两校合并
1982年6月15日，浙师院金华分校和浙师院合并，在新的浙江师范学院设立专科部，设有中文、政史、化学、英语、数学、物理、体育、生物八个系；同时金华二中作为浙师院附中，由浙师院统一领导。
为了达到更名升格大学的需求，1984年增设地理系和历史系，并于1985年更名为浙江师范大学，延续至今。当时“浙江师范学院”的校名由书法家张宗祥题写，但升格大学时张宗祥已经逝世，大学方面便将张宗祥之前题写的“大”、“学”两字集字配入新校名并沿用至今。
2000年、2001年、2004年，浙江财政学校、浙江幼儿师范学校和金华铁路司机学校相继并入。2015年，学校入选浙江省首批重点建设高校。

## 校区
浙江师范大学现由金华（校本部）、杭州萧山、杭州西湖、兰溪4个校区，26个学院（含独立学院）组成。

### 本部校区

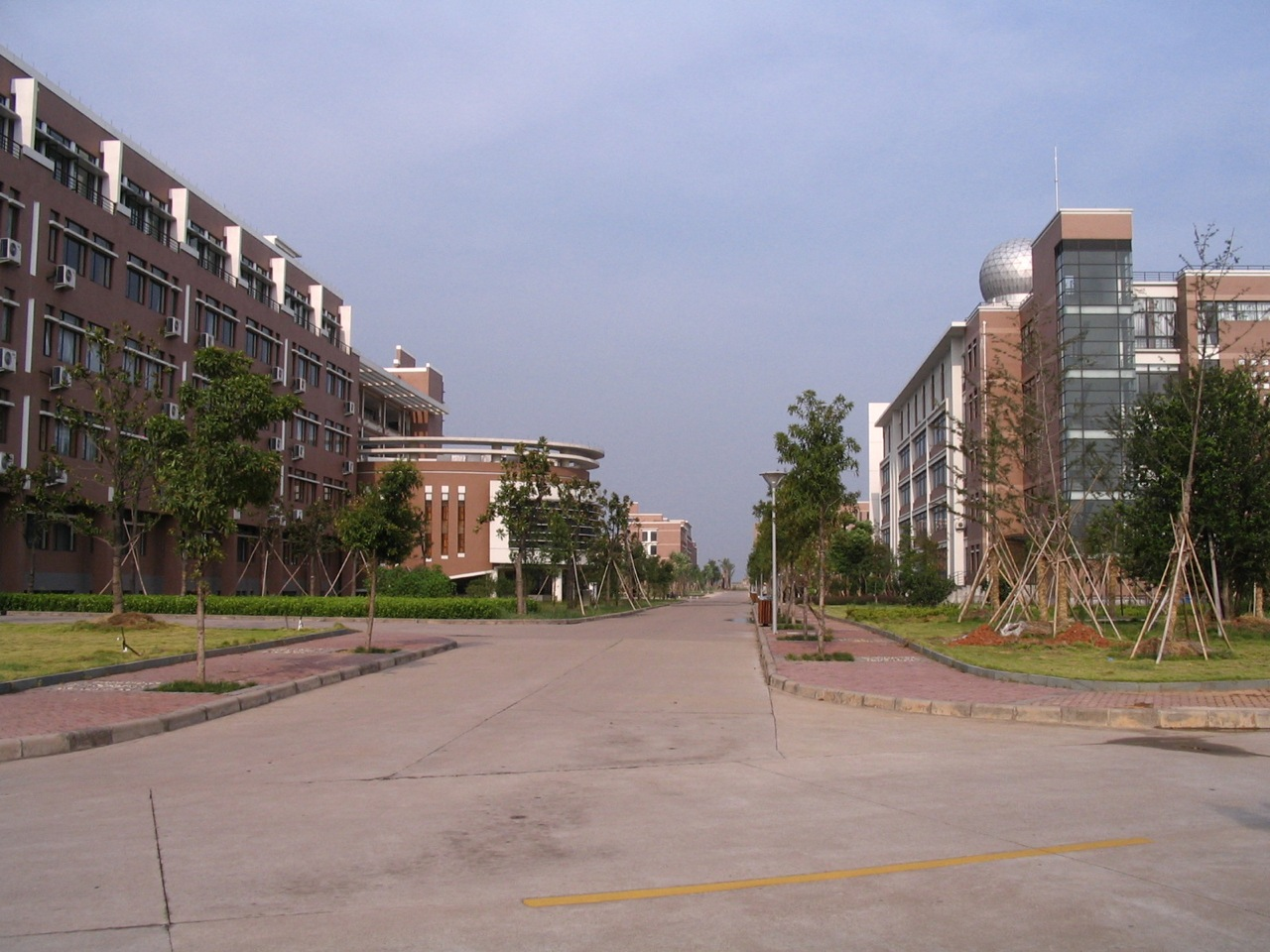
本部新教学区

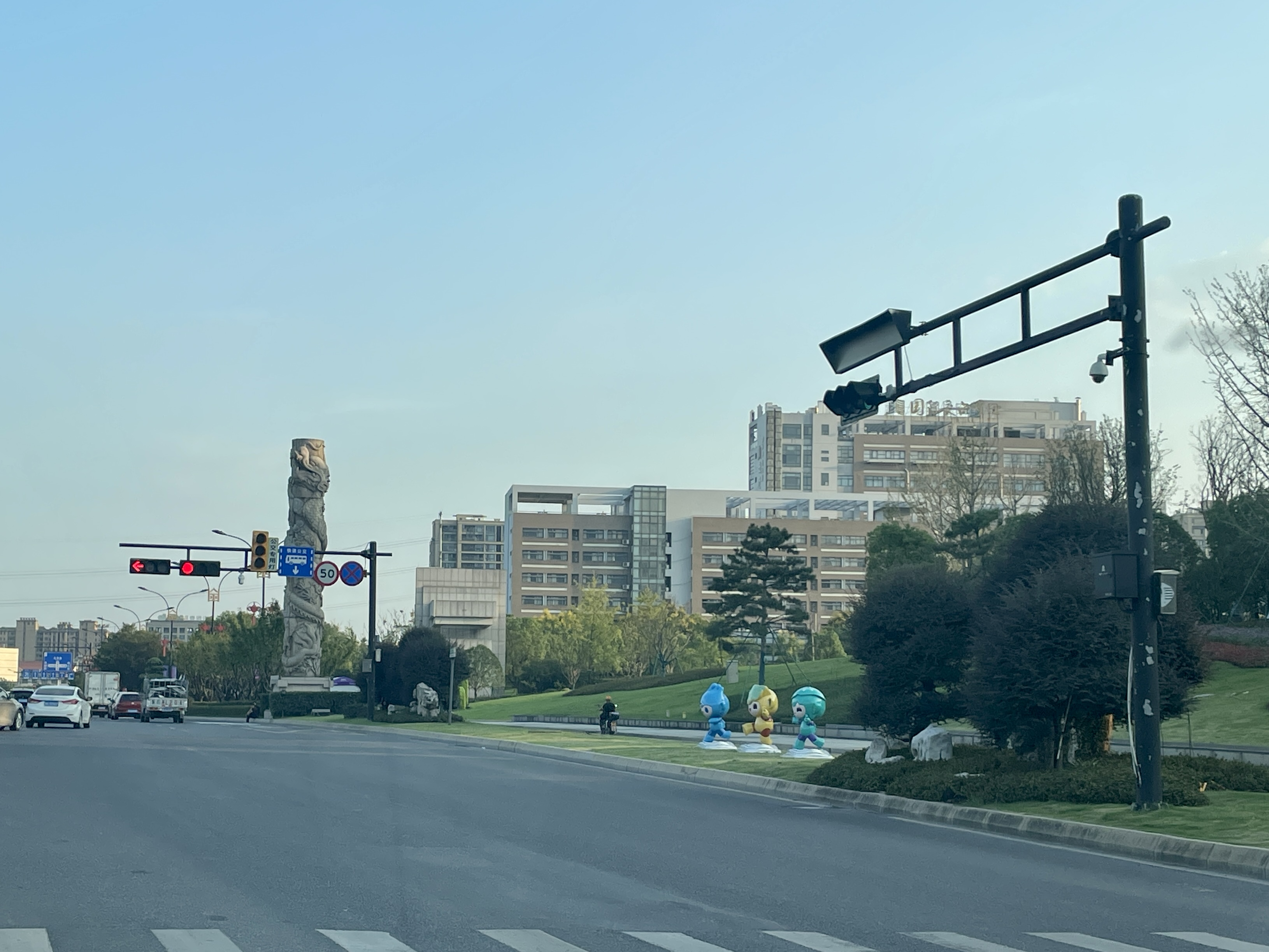
本部新教学区东门附近

浙江师范大学金华本部校区位于金华市区北部，西临北山路，进入新世纪后由西向东组团扩张至迎宾大道，南北分别为二环北路和沪昆高速公路，面积3300余亩。东西主干路维新路横贯整个校园，连接学校新老校区的4个食堂、图文信息中心、文体中心和体育馆，并将地势由南向北逐渐升高的校园分为两半：其中南半幅主要为学习区，北半幅为生活区。每个年代建成的组团均有自己的中轴线，大致为红卫楼轴线、旧教学区轴线和新教学区轴线。
1958年建设的校园为1965年浙江师范学院迁入金华后的最初校舍。当时建成一幢行政楼、一幢教学楼，以及四幢学生宿舍，一个食堂兼大礼堂，其中教学楼被称为“老五幢”，后称“文科楼”。1978年，在“老五幢”的东西两侧两个阶梯教室，称为“新东大”和“新西大”。目前为研究生院使用。
1982年金华二中并入师大，位于既有校园西侧的二中校园成为师大范围。金华二中校区于1953年开始动工，1954年12月完工，由苏联建筑师设计，设有红楼、黄楼以及美院工作室，分别为原金华二中的主楼、东教室和医务室。金华二中于2001年迁入原浙江财政学校校址。
1999年实施扩招后校园开始向东扩建。其中校园一期扩建工程1999于9月份正式开工，在中轴线（行知路）两侧新建精业楼、田家炳教育书院、艺术群楼等校舍。教学主楼“精业楼”位于原中轴线西侧、老五幢东北侧，高9层的，东西宽160米、南北进深80米，建筑面积26150平方米。
三期扩建征用土地500亩、新建各类校舍约12万平方米，于2003年启动，于2006年建成：三期工程包括学生宿舍7万平方米、国际交流中心及留学生食堂1万平方米、风雨操场1万平方米、教学用房3万平方米；占地100亩的生物园1个。三期在南侧建有东南门，于2005年10月完工投用，建筑高度为19.56米，19.56象征着浙师大的建校年；以东南门为对出的圆环为轴心，周围分布着图文信息中心、人文楼、工商楼、东体育场等校舍。其中图文信息中心于2006年10月2日建成投用，总建筑面积40970平方米，两侧分别是旋转式上升的裙房和学术报告厅；东南侧则为科技实验大楼。

### 杭州西湖校区
浙江师范大学西湖校区位于西湖区西溪街道文教社区南，为1953年成立的浙江幼儿师范学校本部，后于2001年并入浙师大。目前驻有部门和机构有浙师大幼教集团、国际交流与合作处孔子学院基地管理科、儿童智慧教育发展集团、继续教育学院杭州继续教育中心。
浙江幼儿师范学校竣工于1954年的三座三层建筑留存至今，被称为1、2、3号楼，2004年5月24日被公布为第一批杭州市历史建筑「杭州市幼兒師範學院建築群」，2013年12月16日被公布为第五批杭州市文物保护单位「浙師大杭州幼兒師範學院歷史建築」。

### 杭州萧山校区
浙江师范大学萧山校区位于萧山高教园，使用原浙江海洋大学萧山校区校舍，2014年6月经浙江省政府划拨至浙师大。浙江海洋大学萧山校区前身为浙江水产学校。萧山校区目前主要用于幼儿师范学院办学、杭州高等研究院高端研究、全国特殊教育师资培养培训基地等建设和发展、后勤集团杭州服务中心等。

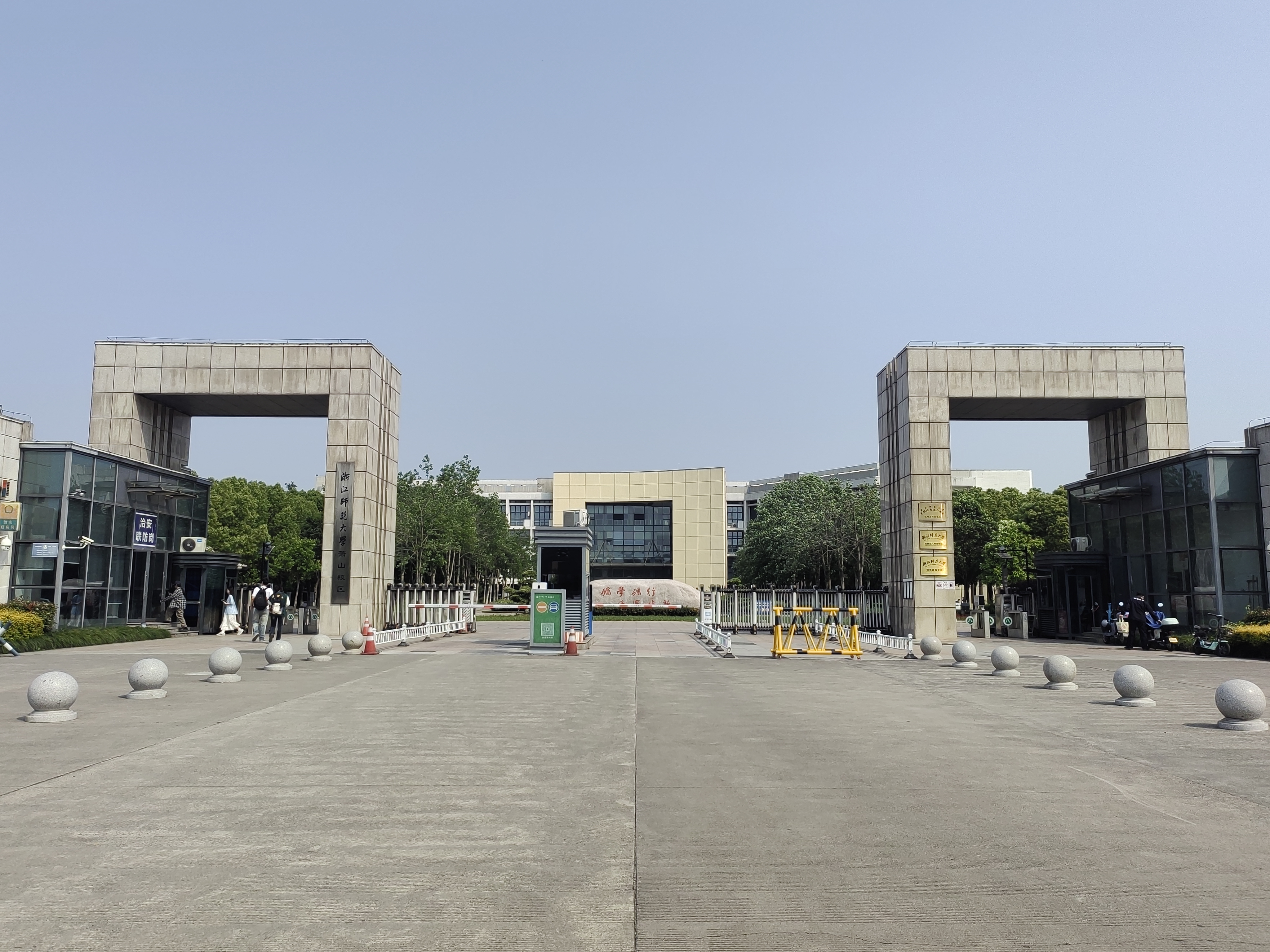
浙江师范大学杭州萧山校区
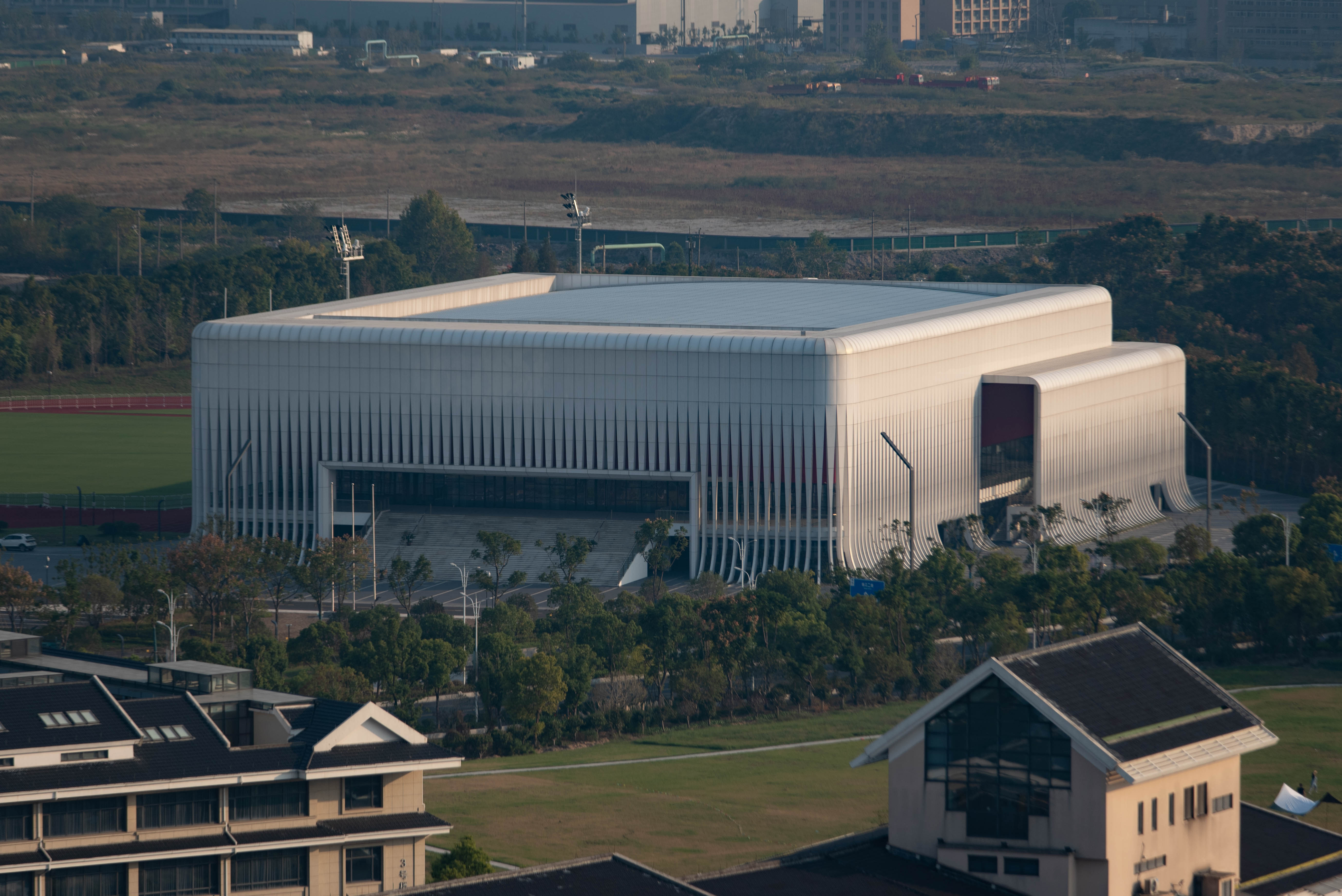
浙师大杭州萧山校区体育馆

### 兰溪校区
浙江师范大学兰溪校区为行知学院的所在地，于2017年10月启用。行知学院位于兰溪市迎宾大道3388号，距离师大本部校区20公里。学院占地800亩，建筑面积22万方，学院以“学知若溪，德行如兰”为规划理念。